# Eccles (Nord)
Eccles település Franciaországban, Nord megyében. Lakosainak száma 92 fő (2022. január 1.). Eccles Bérelles, Solre-le-Château és Solrinnes községekkel határos.

## Népesség
A település népességének változása:
| Lakosok száma | 95   | 89   | 87   | 84   | 82   | 80   | 84   | 88   | 92   |
|               | 2013 | 2015 | 2016 | 2017 | 2018 | 2019 | 2020 | 2021 | 2022 |